# Antonio Lezza
Antonio Lezza (Lanciano, 1895 – Roma, 1979) è stato un giornalista italiano.
Commendatore della Corona d'Italia, ha iniziato l'attività di giornalista negli anni Venti, come redattore dell'agenzia Stefani, fondata nel 1853, diventata agenzia ufficiale del governo (soppressa dopo il 1945 e sostituita con l’Ansa). Lezza lasciò l'agenzia Stefani per fondare, nei primi anni Trenta, l'Agenzia d'Italia, poi Agit, che raggiunse risultati di autorevolezza, di diffusione e di resa economica. Affiancò all'agenzia altre pubblicazioni periodiche, fra le quali Il Legionario, settimanale politico illustrato dedicato agli italiani all'estero e il quindicinale L'Italia vi parla, negli anni Sessanta. Una delle caratteristiche dell’Agit e delle altre pubblicazioni fu il collegamento fra gli organi associativi delle varie regioni d'Italia e gli organi similari all'estero. In particolare, l'attività giornalistica del periodo anteriore alla guerra fu rivolta alle comunità italiane all'estero (soprattutto di Stati Uniti, Argentina e Brasile), diffondendone e pubblicizzandone l'operato. Le pubblicazioni e altre iniziative di carattere informativo sull'attività del governo, negli anni  Venti e Trenta, consentirono a Lezza di stringere rapporti importanti in tutti i settori della vita nazionale. Dopo il 1945 l'agenzia Agit subì un ridimensionamento, ma continuò a curare il notiziario relativo agli italiani all'estero, con l'obiettivo di promuovere i legami con l'Italia nelle comunità italiane, attraverso informative su quanto avveniva in Italia,  e puntò sul turismo, come mezzo di informazione e di collegamento fra organismi turistici locali (enti provinciali per il turismo, aziende autonome di soggiorno, associazioni Pro loco) e gli organi centrali dello Stato (Ministero del turismo ed Ente Nazionale Turismo). Nell'ultimo periodo della sua vita Lezza collegò l'agenzia Agit e la parallela Inform (creata nel 1961) anche al Ministero degli esteri, sempre nel settore degli italiani all'estero, pubblicando notizie sulla loro attività politica, culturale e sociale.                                                          
Nel 2020 il nipote di Antonio Lezza, l’arch. Antonello Monaco, ha curato il n. 4 della rivista Casalezza, interamente dedicato alla sua figura, al suo lavoro di giornalista e alle sue realizzazioni nelle isole partenopee di Ischia, Capri e Procida. 